# Šipan

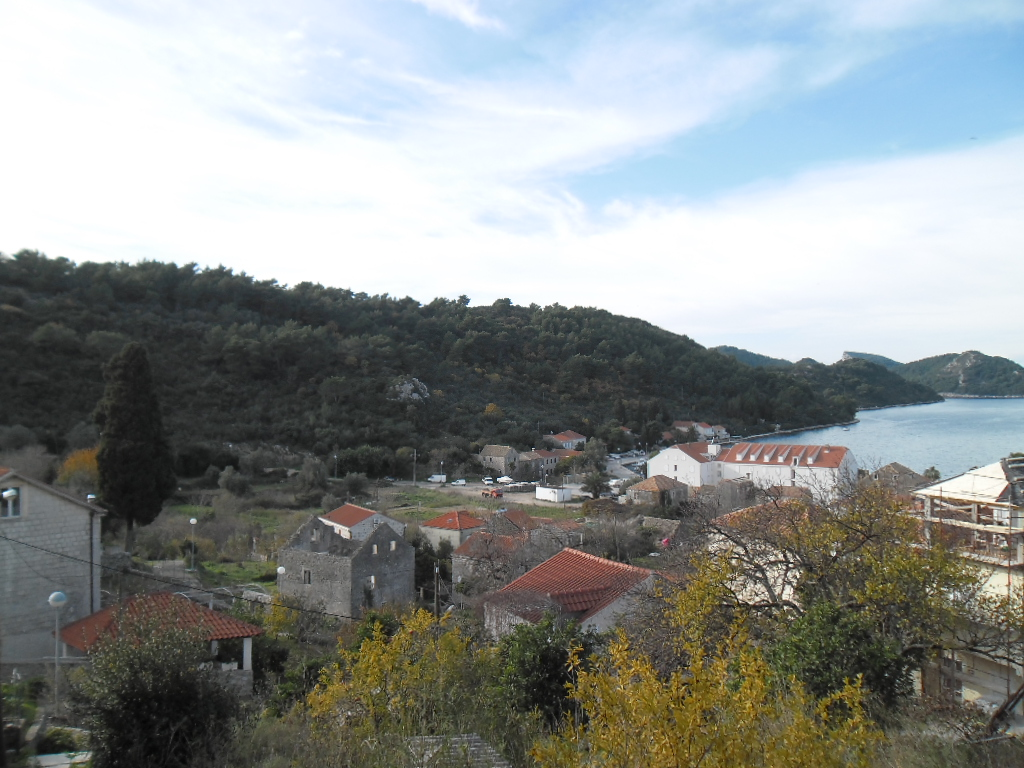
Šipanska Luka

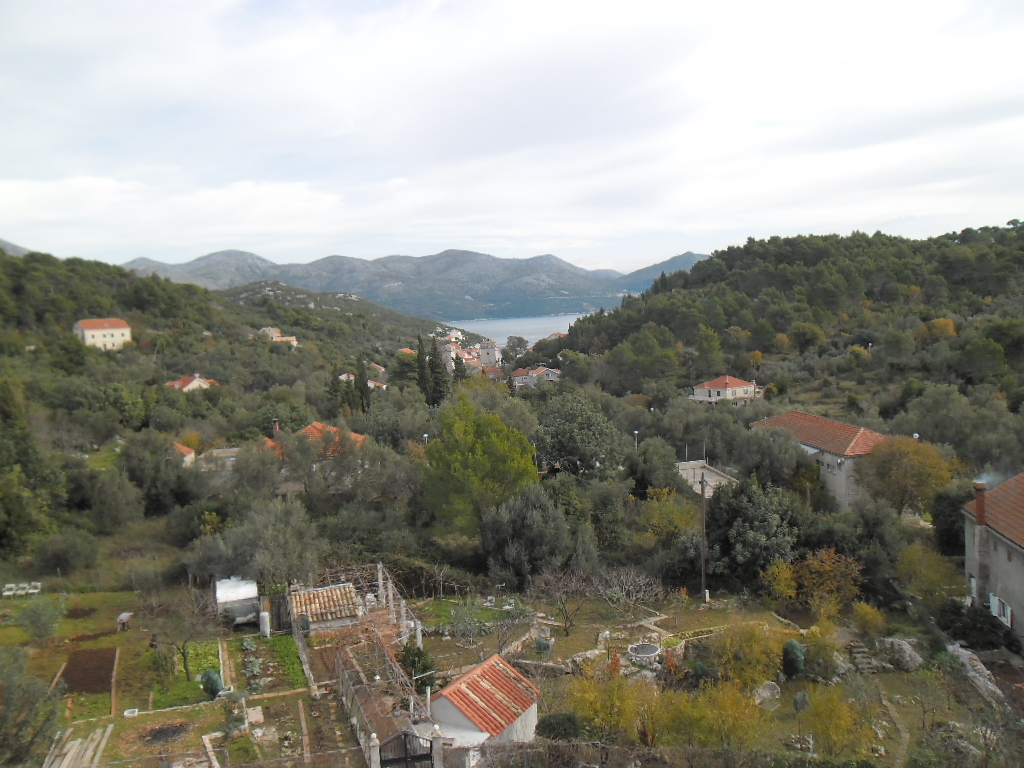
Suđurađ

Šipan (italsky Giuppana) je malý ostrov v Jaderském moři. Je součástí Chorvatska, leží v Dubrovnicko-neretvanské župě a spadá pod opčinu města Dubrovníku. Nacházejí se zde dvě samostatné vesnice; větší Šipanska Luka s 212 obyvateli na západě ostrova a Suđurađ s 207 obyvateli na východě ostrova.
Šipan měří na délku 4 km. Je součástí Elafitského souostroví a je jeho největším a zároveň nejvíce osídleným ostrovem. Na severozápad od ostrova se nachází ostrov Jakljan a ostrůvky Kosmeč a Mišnjak, na jihovýchod ostrov Lopud a ostrůvek Ruda.

## Historické budovy v Suduradu
Na náměstí v Suduradu stojí zámek rodu Skočibuhů z Dubrovníku, původně tvrz postavená roku 1563 proti pirátským nájezdům.
Kostel svatého Ducha je opevněný a sloužil jako tvrz.
Nad obcí stojí klášter Pakljena.